# Sounja (ville)
Šolža-Pꜧe
Sounja (en russe : Су́нжа, en ingouche : Шолжа-пхье, Šolža-Pꜧe) est une ville d'Ingouchie en Ciscaucasie, en Russie. Centre administratif du raïon de Sounja, elle n'en fait cependant pas partie, constituant à la place entièrement l'okroug urbain de Sounja. Sa population s'élevait à 62 525 habitants en 2023.   

## Toponymie
Avant 2016, la localuté s'appelait Ordjonikidzevskaïa en l'honneur de l'homme politique soviétique Grigory Ordjonikidze.

## Géographie
Sounja est située en Ingouchie, un sujet de Russie européenne qui fait partie du district fédéral du Caucase du Nord. 
Sounja, comme toute l'Ingouchie, est située dans le fuseau horaire MSK (heure de Moscou). Le décalage horaire appliqué par rapport au temps universel coordonné est +03:00.

## Histoire
En 1845, pendant la guerre du Caucase, la stanitsa Sounjenskaï a été créée comme partie de la lignée cosaque de Sounka. Les stanitsas étaient habitées par des colons provenant de colonies cosaques déjà existantes dans le Caucase, ainsi que par des cosaques du Don.

## Démographie
Recensements (*) et estimations de la population,:
| 2002*  | 2010*  | 2021*  | 2023   |
| ------ | ------ | ------ | ------ |
| 65 112 | 61 598 | 62 078 | 62 525 |